# Interdyscyplinarne Centrum Badawcze Uniwersytetu Warszawskiego „Tożsamość – Dialog – Bezpieczeństwo”
Interdyscyplinarne Centrum Badawcze Uniwersytetu Warszawskiego „Tożsamość – Dialog – Bezpieczeństwo” (CTDB) – ogólnouniwersytecka jednostka organizacyjna Uniwersytetu Warszawskiego, powołana do istnienia 8 marca 2021 przez Rektora Uniwersytetu Warszawskiego prof. Alojzego Z. Nowaka. Inicjatorem powstania Centrum był dr hab. Cezary Smuniewski.

## Działalność
Na czele Interdyscyplinarnego Centrum Badawczego Uniwersytetu Warszawskiego „Tożsamość – Dialog – Bezpieczeństwo” stoi dr hab. Cezary Smuniewski, natomiast organem kontrolnym oraz koordynującym działania jest Rada Naukowa Centrum.
Zadaniem CTDB jest inicjowanie i prowadzenie badań naukowych ze szczególnym uwzględnieniem badań interdyscyplinarnych w zakresie problematyki tożsamości, dialogu i bezpieczeństwa. Do celów Centrum należą m.in.: organizacja debat eksperckich oraz wykładów otwartych, wykonywanie ekspertyz i opinii oraz popularyzacja i upowszechnianie wyników badań.

## Projekty badawcze
Projekty Interdyscyplinarnego Centrum Badawczego Uniwersytetu Warszawskiego „Tożsamość – Dialog – Bezpieczeństwo”:
- Bezpieczeństwo narodowe - religia - historia[3].
- Polityki tożsamości. Wpływ polityk tożsamości na ład polityczny państwa. Pilotaż[4].
- Szkolnictwo wyższe wyznaniowe w Polsce - doświadczenia i perspektywy[5].
- Filozoficzne podstawy współczesnych sporów cywilizacyjnych[6].
- Digitalizacja archiwum Centralnego Ośrodka Duszpasterstwa Emigracyjnego w Rzymie[7].
- Od tożsamości do bezpieczeństwa. Przygotowanie badań dotyczących funkcjonowania Polonii w Irlandii[8].
- Opracowanie, implementacja i ocena bezpieczeństwa algorytmów postkwantowych pk. APQ[9].

## Status prawny
Interdyscyplinarne Centrum Badawcze Uniwersytetu Warszawskiego „Tożsamość – Dialog - Bezpieczeństwo” działa od 8 marca 2021 roku na mocy Zarządzenia Rektora nr 34 w oparciu o statut Uniwersytetu.